# Принцхорн, Ханс
Ханс Принцхорн (нем. Hans Prinzhorn; 6 июня 1886, Хемер — 14 июня 1933, Мюнхен) — немецкий психиатр, собиратель и историк искусства больных с расстройствами психики. Он является одним из пионеров в научном изучении рисунков психически больных людей наряду с французом Полем Менье, а также Марселем Реем и швейцарцем Вальтером Моргенталером. В честь Ханса Принцхорна названа клиника психиатрии и психотерапии в Хемере.

## Биография
Ханс Принцхорн учился в Гимназии Изерлона, после чего изучал историю искусства и философию в университетах Тюбингена, Лейпцига и Мюнхена (1908). После этого он отправился в Англию, где хотел учиться вокальному искусству и собирался стать певцом, но вскоре занялся изучением медицины и психиатрии и был помощником военного врача-хирурга в Первой мировой войне. После Войны Ханс изучал медицину во Фрайбурге и Страсбурге, получив степень доктора медицинских наук в Гейдельберге в 1919 году.
В 1919—1921 годах Прицхорн практиковал в психиатрической клинике при Гейдельбергском университете, пополняя коллекцию картин и рисунков душевнобольных, которую начал собирать Эмиль Крепелин. Там он познакомился с Л.Клагесом, чьи представления о душевной жизни и человеческом характере заинтересовали Ханса Принцхорна.
Когда Принцхорн покинул клинику Гейдельбергского университета в 1921 году, в его архиве было более 5000 картин, созданных более 450 пациентами этой психиатрической университетской клиники.
В 1922 году Ханс Принцхорн опубликовал свою первую книгу «Художественное творчество душевнобольных». Книга была богато проиллюстрирована рисунками пациентов, страдающих психическими заболеваниями. Его коллеги и научное сообщество сдержанно отреагировали на эту работу, которая была, наоборот, восторженно встречена в художественных кругах (в частности, она заинтересовала сюрреалистов, вдохновила Жана Дюбюффе — и как художника, и как коллекционера). Любители искусства, искусствоведы и психологи были впечатлены документированной работой пациентов и тем, насколько глубоко автор исследовал границы художественно индивидуальных форм выразительности и особенностей дизайна психически больных. Это была одна из первых попыток проанализировать творения людей с психическими отклонениями. Несмотря на то, что Принцхорн воздерживается от эстетической оценки работ пациента и избегает термина искусство (вместо этого говорит о изобразительном искусстве), он с уважением относится к работам, которые он публикует.
После того, как Ханс Принцхорн покинул клинику Гейдельбергского университета, его путь продолжился в санаториях и клиниках Цюриха (в психиатрическая клинике Цюрихского университета «Бургхольцли» он был внештатным ассистентом К. Г. Юнга), Дрездена, Висбадена.
Среди его знакомых можно отметить таких известных людей Гессе, Андре Жида. В его круг знакомых также входили психолог и графолог Людвиг Клагес, философия которого основывалась на жизненном философском подходе Мирбаха Принцхорна, а также писатели Томас Манн и Герхарт Гауптман.
С 1925 года Принцхорн организовал частную психиатрическую практику во Франкфурте на Майне, где написал несколько книг, которые не принесли успеха. Получить постоянную работу в университете ему не удалось.
В личной жизни Принцхорна было три неудавшихся брака, после чего он переехал в Мюнхен к тетке, где вел одинокую жизнь, время от времени выступая с лекциями и эссе в печати. Политические взгляды Принцхорна в последние годы его жизни были близки к итальянскому фашизму Муссолини и национал-социализму, о чём свидетельствуют написанная им и опубликованная серия статей о нацизме в период с 1930 по 1932 год.

В 1931 году Принцхорн работал приглашенным преподавателем в Лос-Анджелесе, после возвращения в Мюнхен 14 июня 1933 года он скончался от брюшного тифа. 

## Книги
- Gottfried Sempers aesthetische Grundanschauungen (1909)
- Bildnerei Der Geisteskranken (1922, до 2001 выдержала 6 изданий)
- Bildnerei der Gefangenen (1926)
- Nietzsche und das XX. jahrhundert (1928)
- Psychotherapy; its nature — its assumptions — its limitations: a search for essentials (1932, в соавторстве)
- Persönlichkeitspsychologie: Entwurf einer biozentrischen Wirklichkeitslehre vom Menschen (1932)
- Nachgelassene Gedichte (1934)

## Наследие и признание
После смерти Принцхорна собранная им художественная коллекция (рисунки, картины, скульптуры душевнобольных пациентов университетской клиники Гейдельберга) была заброшена и пылилась на чердаках Гейдельбергского университета. Некоторые работы из этой коллекции были представлены в 1937 году на известной нацистской выставке Дегенеративное искусство.
В 1980 году состоялась первая широкая выставка экспонатов коллекции, с 2001 года она открыта для постоянного посещения публики. О ней снят документальный фильма Кристиана Бееца «Между безумием и искусством» (2007). В 2009 экспонаты коллекции Ханса Принцхорна были представлены на большой выставке в художественной галерее Марбурга.
С 1965 года Немецкое общество исследования связей между психопатологией и искусством учредило медаль Ханса Принцхорна. Её получали австрийский художник Альфред Хрдличка, теолог Ханс Кюнг и др.
В Хемере именем Принцхорна названа клиника психиатрии и психотерапии.

## Отражения в культуре
- Британская группа Prinzhorn Dance School, играющая в стиле пост-панк.